# Boguszewo (Miłomłyn)
Boguszewo (deutsch Bogunschöwen, 1938 bis 1945 Ilgenhöh) ist ein Ort in der polnischen Woiwodschaft Ermland-Masuren. Er gehört zur Gmina Miłomłyn (Stadt-und-Land-Gemeinde Liebemühl) im Powiat Ostródzki (Kreis Osterode in Ostpreußen).

## Geographische Lage
Boguszewo liegt im Westen der Woiwodschaft Ermland-Masuren, 13 Kilometer westlich der Kreisstadt Ostróda (deutsch Osterode in Ostpreußen).

## Geschichte
Das Dorf Schur – nach 1785 Bogunschewen – wurde 1689 erstmals erwähnt, und zwar  als Verschreibung als Schatulldorf an einen gewissen Jan Bogun. 1874 kam Bogunschöwen zum Amtsbezirk Bieberswalde (polnisch Liwa) im Kreis Osterode in Ostpreußen. Im Jahre 1910 waren in Bogunschöwen 533 Einwohner registriert, 1933 waren es 411.
Aus politisch-ideologischen Gründen der Abwehr fremdländisch anmutender Ortsnamen wurde Bogunschöwen am 3. Juni – offiziell bestätigt am 16. Juli – 1938 in „Ilgenhöh“ umbenannt. Die Einwohnerzahl belief sich im Jahre 1939 auf 359, wobei 225 Einwohner in der Land- und Forstwirtschaft, 56 in Industrie und Handwerk sowie 25 in Handel und Verkehr beschäftigt waren.
Im Jahre 1945 kam in Kriegsfolge das gesamte südliche Ostpreußen zu Polen. Somit auch Ilgenhöh. Das Dorf erhielt die polnische Namensform „Boguszewo“ und ist heute eine Ortschaft im Verbund der Stadt-und-Land-Gemeinde Miłomłyn (Liebemühl) im Powiat Ostródzki (Kreis Osterode in Ostpreußen), bis 1998 der Woiwodschaft Olsztyn, seither der Woiwodschaft Ermland-Masuren zugehörig. Im Jahre 2011 zählte Boguszewo 127 Einwohner.

## Kirche
Bis 1945 war Bogunschöwen resp. Ilgenhöh in die evangelische Pfarrkirche Liebemühl in der Kirchenprovinz Ostpreußen der Kirche der Altpreußischen Union, außerdem in die römisch-katholische Kirche Osterode i. Ostpr. (polnisch Ostróda) eingegliedert.
Heute gehört Boguszewo evangelischerseits zur Kirchengemeinde Ostróda in der Diözese Masuren der Evangelisch-Augsburgischen Kirche, katholischerseits zur Pfarrei Liwa (Bieberswalde) im Bistum Elbląg (Elbing).

## Schule
In Bogunschöwen gab es eine einklassige Schule, die 1890 zweiklassig wurde. 1895 wurde ein neues Schulgebäude errichtet.

## Verkehr
Boguszewo liegt an einer Nebenstraße, die die Schnellstraße 7 bei Miłomłyn mit der Landesstraße 16 bei Samborowo ((Königlich) Bergfriede) verbindet. Auch von den Seedörfern Gil Wielki und Gil Mały (Groß- und Klein Gehlfeld) sowie Ostrów Wielki (Groß Werder) führen Verbindungsstraßen und -wege nach Boguszewo.
Die nächste Bahnstation ist Samborowo an der Bahnstrecke Toruń–Tschernjachowsk.